# Desarrollador de videojuegos
Un desarrollador de videojuegos es un desarrollador de software especializado en el desarrollo de videojuegos.
Existen pequeños desarrolladores de videojuegos independientes con equipos pequeños, o de una sola persona que realiza todas las tareas, hasta grandes empresas donde cada empleado se especializa en distintos departamentos como programación, diseño, arte, etc.
A menudo los desarrolladores de videojuegos cuentan con una distribuidora de videojuegos que les ayuda en tareas como la distribución, mercadotecnia, publicidad, traducción, o publicación en consolas.

## Tipos de desarrolladores
Las desarrolladores de videojuegos se clasifican en tres categorías: desarrolladores terceros, desarrolladores internos y los más pequeños independientes. Los desarrolladores generalmente contratan a un grupo de programadores, diseñadores de juegos, artistas, ingenieros de sonido, productores y probadores, a pesar de que algunos de estos roles pueden ser externos. De manera confusa, una persona individual dentro de cualquiera de estos roles puede ser llamada desarrolladora de videojuegos.
El método de desarrollo preferido por la mayoría ha cambiado en varias ocasiones a través del tiempo.
Los juegos originales de arcade y videoconsolas de los años 1970 y 1980 fueron desarrollados de manera interna por fabricantes como Atari y Williams, teniendo cada juego un solo programador. Mientras tanto, el mercado de las computadoras caseras atrajo a los programadores por afición que no disponían de los recursos necesarios para distribuir sus propios juegos, lo que condujo a las primeras relaciones entre desarrolladores y distribuidores. Aunque los primeros de estos desarrolladores fueron efectivamente independientes y vendían directamente a las tiendas de computadoras, las tendencias de la industria de inclinarse hacia juegos más grandes y costosos y contratos de distribución más grandes para la venta nacional y global avivaron el desarrollo de terceros. En los años 1990, el desarrollo independiente había prácticamente desaparecido de la industria, con la rara excepción de id Software. Sin embargo, a mediados de los años 2000 los independientes han visto una renovación en la atención de la industria, particularmente debido a las preocupaciones por el gran aumento de las distribuidoras en los costos de los juegos. Algunos desarrolladores han respondido a estas presiones ya sea dejando el mercado de la distribución por completo, o al dinamizar su proceso con un nuevo énfasis en la subcontratación, tal como lo hacen los estudios de películas.

### Desarrolladores de tercera o terceros
Los desarrolladores de tercera o terceros (también conocidos por el inglés third-party developers) son usualmente llamados por una distribuidora de videojuegos para que desarrollen un título para más de un sistema. Tanto la distribuidora como el desarrollador deciden cómo será el diseño y el contenido del juego. Sin embargo, en general las decisiones de la distribuidora van sobre las del desarrollador, debido a que la distribuidora es quien le paga al desarrollador para que cree el juego.
El arreglo del negocio entre el desarrollador y la distribuidora se designa mediante un contrato, el cual especifica una lista de metas por cumplir, las que debieran ser enviadas entre cuatro a ocho semanas. Al recibir estas metas, la distribuidora es capaz de verificar que el trabajo está progresando de una manera lo suficientemente rápida como para alcanzar la fecha límite designada, y de indicarle el camino correcto al desarrollador en el caso de que el juego esté siendo creado de una manera distinta a la pensada. Cuando cada "meta" es completada y aceptada, la distribuidora le paga al desarrollador un avance en regalías. El desarrollador usa este dinero para costear sus operaciones.
Los desarrolladores exitosos pueden mantener a varios equipos trabajando en diferentes juegos para diferentes distribuidoras. Sin embargo, en general los terceros tienden a ser pequeños y a estar compuestos de un equipo simple y cercano entre sí.
El desarrollo de juegos por terceros es un negocio volátil, ya que los pequeños desarrolladores podrían ser enteramente dependientes del dinero de un distribuidor. Un simple juego cancelado puede ser letal para un pequeño desarrollador. Debido a esto, muchas de las empresas desarrolladoras más pequeñas duran sólo unos pocos años, o incluso algunos pocos meses. La constante batalla por conseguir pagos por metas cumplidas y organizar el contrato para el siguiente juego es una distracción persistente en el manejo de cada desarrollador de videojuegos.
Una común y deseable estrategia de salida para un desarrollador de videojuegos extremadamente exitoso es vender la empresa a una distribuidora, y así convertirse en un desarrollador interno.

### Desarrolladores internos
Muchas distribuidoras de juegos mantienen desarrolladores internos o estudios. El tamaño de los equipos varía dependiendo de los juegos, pero pueden llegar a estar formados desde muy pocas personas hasta una docena. En el caso de los MMORPGs y los videojuegos más grandes, el equipo puede llegar a estar compuesto de 100 personas o más.
Los equipos de desarrollo internos tienden a tener una mayor libertad en cuanto al diseño y contenido de un juego, comparados con los equipos de terceros. Entre las razones que explican esto está el hecho de que ya que los desarrolladores son empleados de la distribuidora, sus intereses son prácticamente los mismos. De esta forma, la distribuidora no debe preocuparse tanto de que las decisiones de los desarrolladores sobrepasen las suyas.
En años recientes, las grandes distribuidoras han adquirido varios desarrolladores terceros. Aunque estos equipos de desarrollo son ahora técnicamente internos ellos siguen operando de una manera autónoma, cada uno con su propia cultura y prácticas de trabajo. Por ejemplo: Electronic Arts adquirió Maxis (1997), Activision adquirió Raven (1997), Neversoft (1999), Z-Axis (2001), Treyarch (2001), Luxoflux (2002), Shaba (2002), Infinity Ward (2003) y Vicarious Visions (2005). Todos estos desarrolladores siguen operando de manera similar a la que tenían antes de ser adquiridos, siendo las principales diferencias la exclusividad y los detalles financieros.
El tiempo ha demostrado que las distribuidoras tienden a tener una mayor compasión con sus propios equipos de desarrollo que con los terceros, en cuanto al no cumplimiento de fechas límites.
Un equipo de desarrollo interno que trabaja para un fabricante de videoconsolas es también conocido como desarrollador principal. Una empresa que está cercanamente unida a un fabricante de videconsolas (u ocasionalmente a una distribuidora) es conocido como un desarrollador secundario. De manera confusa, las distribuidoras son a veces llamados terceros dentro del contexto de sus relaciones con los fabricantes de consolas (Sony, Microsoft y Nintendo). Esta particular distinción entre desarrolladores principales, secundarios y terceros generalmente no se aplica al desarrollo de juegos de computadora.

### Desarrolladores independientes
Los desarrolladores de videojuegos independientes (también conocidos como indies) son desarrolladores formados por grupos reducidos de individuos o pequeñas empresas, con un bajo presupuesto.

## Desarrolladores de videojuegos en España
En 2022 en España existían 460 empresas dedicadas a la creación y distribución de videojuegos, que facturan más de 1383 millones de euros al año. La mayor parte son pequeñas desarrolladoras independientes, mientras otras trabajan parcial o totalmente para grandes distribuidoras internacionales. La mayoría tienen sus oficinas en Barcelona o en Madrid.
Entre las más importantes pueden mencionarse Ubisoft Barcelona, MercurySteam, Social Point, Pendulo Studios, Tequila Works, y otras ya disueltas como Alcachofa Soft, FX Interactive, Novarama, Pyro Studios o Dinamic Multimedia. Muchas de ellas están adheridas a asociaciones españolas de empresas de videojuegos, como AEVI o DEV.

## Condiciones de trabajo
El trabajo en la industria del videojuego comparte algunos elementos con los de la industria del software, como la facilidad para implementar teletrabajo, debido a que normalmente no es necesario acudir presencialmente a una oficina, esto es algo demandado con frecuencia por los trabajadores.
La industria del videojuego es también conocida por requerir gran cantidad de horas de trabajo de sus empleados, a veces a un nivel que es visto como insostenible y destructivo. En la industria del videojuego se usa con frecuencia el término crunch para referirse a periodos con gran carga de trabajo que ocurren cuando se acercan la fechas límite, como la fecha de salida de un videojuego.
Los trabajadores con sueldos mas altos en la industria del videojuego suelen ser los programadores y productores, mientras que los sueldos mas bajos suelen percibirlos los artistas o localizadores de idiomas.